# Втрачені квіти Еліс Гарт
«Втрачені квіти Еліс Гарт» (англ. The Lost Flowers of Alice Hart) — міні-серіал виробництва Amazon Studios, головні ролі в якому виконують Сігурні Вівер та Алісія Дебнам-Кері. Сюжет серіалу ґрунтується на романі австралійської письменниці Холлі Рінгленд. Автором сценарію стала Сара Ламберт. Режисером усіх епізодів виступила Глендін Івін.

## Сюжет
У 9-річному віці Еліс Гарт втрачає обох батьків під час загадкової пожежі та вирушає жити до своєї бабусі, на квіткову ферму. Там вона дізнається похмурі таємниці про себе та свою родину. Через квіти та рослини розкривається характер головної героїні. Розповідь охоплює кілька десятиліть, поки Еліс перетворюється з дитини на жінку .

## У ролях
- Сігурні Вівер — Джун Гарт
- Алісія Дебнам-Кері — Еліс Гарт
- Аліла Браун — Еліс Гарт у дитинстві
- Ашер Кедді — Саллі
- Ліа Перселл — Твіг
- Френкі Адамс — Кенді
- Олександр Інгленд — Джон
- Чарлі Вікерз — Клем Гарт
- Джек Латорре — Клем Гарт у молодості
- Тільда Кобем-Херві — Агнес Гарт

## Виробництво
У травні 2021 року стало відомо, що компанії Made Up Stories, Amazon Studios та Endeavor Content спільно працюватимуть над екранізацією книги «Втрачені квіти Еліс Гарт». Було оголошено про проведення зйомок в Австралії. Сігурні Вівер отримала головну роль і виступила виконавчим продюсером, Сара Ламберт — режисером та виконавчим продюсером, Глендін Івін — режисером та виконавчим продюсером . Пізніше Рінгленд розповіла в інтерв'ю: «Це не те, про що вам кажуть, що це можливо порівняти з вашим першим романом… Так що я відчуваю, що Чарлі Бакет може переміститися прямо сюди, і я можу з упевненістю сказати, що я вийшла з фабрики Вонка та увійшла до скляного ліфта. Це не те, до чого можна підготуватися, але воно досить хвилююче».
Зйомки розпочалися у жовтні 2021 року в Сіднеї та регіонах Нового Південного Уельсу та Північної Території . До акторського складу приєдналися Ашер Кедді, Ліа Перселл, Алісія Дебнам-Кері, Френкі Адамс, Олександр Інгленд, Чарлі Вікерс, Тільда Кобем-Херві та Аліла Браун . У квітні 2022 року стало відомо, що до акторського складу приєднався Себастьян Зуріта, а Кірсті Фішер та Кім Вілсон стали співавторами сценарію разом із шоураннером Ламберт . У вересні 2022 року компанія Endeavour Content провела ребрендинг і стала називатися Fifth Season .
Amazon Studios оголосила, що серіал стане доступним більш ніж у 240 країнах через сервіс Amazon Prime Video . Прем'єра відбулася 4 серпня 2023 року.

## Реакція
На агрегаторі оглядів Rotten Tomatoes 82 % із 33 критиків дали позитивне схвалення серіалу із середньою оцінкою 7,1/10. На Metacritic серіал отримав середньозважену оцінку 66 з 100 балів на основі оцінок 16 критиків, вказуючи на «загалом схвальні відгуки».